# Лікарі світу за запобігання ядерній війні
Лікарі світу за запобігання ядерній війні (англ. International Physicians for the Prevention of Nuclear War) — міжнародний рух працівників охорони здоров'я, діяльність якого спрямована на запобігання ядерному конфлікту і заохочення ядерного роззброєння. Організація заснована в грудні 1980 американським професором кардіології Гарвардського інституту громадського здоров'я Бернардом Лаун і радянським доктором медичних наук, директором Всесоюзного кардіологічного наукового центру АМН СРСР Євгеном Чазовим.
За свою діяльність у 1984 відзначена премією ЮНЕСКО, а в 1985 удостоєна Нобелівської премії миру за заслуги в інформуванні громадськості й зміні свідомості людства на користь миру.
У середині 1980-х кількість членів ВМПЯВ налічувала близько 145 000 осіб, а до початку 1990-х до руху приєдналося вже близько 200 000 осіб із більш ніж 60 країн світу.
У 2007 розпочато кампанію, спрямовану на знищення ядерної зброї.